# Silvano Arieti
Silvano Arieti (Pisa, 28 giugno 1914 – New York, 7 agosto 1981) è stato uno psichiatra italiano.

## Biografia
Il nome Arieti è una variante di da Rieti/Rieti/Rietti, un'antica famiglia italiana di religione ebraica.
Silvano Arieti è particolarmente noto per essere stato uno dei più importanti studiosi della schizofrenia di tutto il XX secolo.
Dopo la laurea in medicina lascia l'Italia a causa delle famigerate leggi antigiudaiche trovando rifugio negli Stati Uniti dove completa la propria formazione in psichiatria, neurologia, psicologia e psicoanalisi. Allievo di Frieda Fromm-Reichmann, s'inserisce nella corrente culturalista della psicoanalisi e della psichiatria psicodinamica.
La sua ricerca si apre in molteplici direzioni, sia dando pari dignità al mondo interno così come appare dal punto di vista psicoanalitico, sia ponendo attenzione al punto di vista delle neuroscienze, ovvero al funzionamento organico cerebrale.
I suoi contributi clinici e scientifici si sono focalizzati soprattutto sulle psicosi schizofreniche, di cui ha proposto un inquadramento psicologico di grande rilevanza. Nell'ultima fase della sua vita si dedicò allo studio del processo creativo.
- Sostiene la cura psicodinamica dei casi gravi, anche dei pazienti affetti da schizofrenia e da gravi disturbi dell'umore; la sua Interpretazione della Schizofrenia ha avuto un ruolo fondamentale negli studi sulle psicosi degli anni settanta e vinse il National Book Award nel 1975;
- Elabora una teoria della patologia e della tecnica psicoterapeutica che parte dalla qualità del rapporto interpersonale.
- Esprime una psichiatria fondata sulla centralità della relazione: intende infatti cogliere tutte le possibili risorse che continuano a vivere nell'individuo anche quando le ombre dell'angoscia psicotica sembrano far perdere ogni reale possibilità di contatto esistenziale, inter-umano.
- Sostiene la tesi che nella psicosi si realizzano significati umani, e coniugando la clinica con le ricerche sull'interazione di cognizione, volizione e affettività, esplora gli aspetti psicobiologici delle emozioni e delle motivazioni, integrando l'indirizzo interpersonale nei suoi studi sul Sé intrapsichico.
- Sviluppa ricerche sui meccanismi specifici del processo creativo, studiando sia le componenti psicologiche sia le condizioni ambientali e sociali che ne facilitano la comparsa.

Arieti è un riferimento imprescindibile nella storia della psichiatria, tanto più che la sua opera è così ricca di spunti di elaborazione da costituire a tutt'oggi un utile strumento nell'affrontare sia la complessità delle esperienze cliniche che il continuo evolversi di una teoria della psiche.
Ha di fatto contribuito in modo determinante al rinnovamento della psichiatria e della psicoterapia statunitensi ed italiane a partire dai primi anni sessanta, anni in cui le sue opere furono rese disponibili anche in italiano, potendo così estendere un positivo influsso su almeno due generazioni di psichiatri.
Per gli altissimi meriti scientifici il 18 ottobre 2001 il Comune di Pisa gli ha intitolato "Largo Silvano Arieti" a Pisa nel quartiere di Porta a Lucca ed è stata apposta una lapide commemorativa sulla casa natale a Pisa, in via S. Andrea.

## Opere
- Interpretazioni della Schizofrenia (1978), Ed.It. Feltrinelli, Milano. Nuova edizione a cura di R. Carnevali, L. Giorgini; A. Masillo, D. Polese, traduzione di Libero Sosio, L'Asino d'oro edizioni, 2014.
- Il Sé intrapsichico (1979), Bollati Boringhieri, Torino
- Creatività, la sintesi magica (1979), Ed. It. Il Pensiero Scientifico Editore, Roma
- American Handbook of Psychiatry (a cura di Silvano Arieti , 1969); tradotto in italiano: Manuale di Psichiatria, Bollati Boringhieri, Torino
  - Volume I: concetti generali, le psiconevrosi e disturbi affini, le psicosi funzionali
  - Volume II: infanzia e adolescenza, medicina psicosomatica, disturbi di origine organica, ricerche biologiche e sindromi artificiali, le terapie psicoanalitiche
  - Volume III: le psicoterapie, le terapie fisiche, l'assistenza al paziente, linguaggio comunicazione e problemi teorici.
- il parnas, ETS Pisa, 2012

## Altre pubblicazioni
Scrisse negli Stati Uniti, nel 1979, The Parnas: a scene from the Holocaust. Il romanzo, tradotto e pubblicato in Italia l'anno successivo, è ispirato alla vera storia di Giuseppe Pardo Roques, personaggio di rilievo della comunità giudaica di Pisa, dirimpettaio e amico di famiglia degli Arieti. Pardo Roques fu barbaramente ucciso nella sua casa di via Sant'Andrea, assieme ad altre 11 persone, ad opera di soldati tedeschi mai identificati, il 1º agosto 1944. Arieti non fu testimone diretto dei fatti, perché all'epoca si trovava già oltre Oceano. Ma nell'introduzione al romanzo collega anche a questa amicizia la sua decisione di optare per la psichiatria, dato che Pardo Roques era probabilmente affetto da una singolare fobia per cani e gatti, invalidante al punto di impedirgli a volte di uscire di casa.